# Cotorra de les Antípodes
La cotorra de les Antípodes (Cyanoramphus unicolor) és una espècie d'ocell de la família dels psitàcids. És endèmica de les illes Antípodes (Nova Zelanda), on viu a altituds d'entre i 300 msnm. Ocupa tots els hàbitats de l'arxipèlag. És considerada una espècie vulnerable per la presència de mamífers introduïts, com ara gats, rates i mosteles. El seu nom específic, unicolor, té el mateix significat en llatí que en català.